# Дієго Баллеса
Дієго Баллеса (27 листопада 1994) — мексиканський стрибун у воду.
Учасник Олімпійських Ігор 2020 року.
Призер Чемпіонату світу з водних видів спорту 2019 року.
Переможець літньої Універсіади 2019 року.